# 若月 (お笑いコンビ)
若月（わかつき）は、吉本興業東京本社（東京吉本）所属だったお笑いコンビ。実の兄弟コンビ。そのため表記が徹と亮となることもある。
両親は離婚しており、コンビ名は「若月」であるがこれは母方の姓である。母親に引き取られた徹は「若月」だが、父親に引き取られた亮の苗字は「今泉」である。
2014年7月18日、Twitterで同年8月2日をもって解散することを発表した。

## メンバー

### 若月徹
若月 徹（わかつき とおる、1980年1月27日 - 、本名同じ） 立ち位置は左。血液型A型（Rh-）。
- 兄弟の兄、コンビでの役割は「ボケとツッコミ」（一時期の表面上はツッコミ）。
- 解散後、落語家「三遊亭鳳月」として活動。

### 若月亮
若月 亮（わかつき りょう、1981年1月29日 - 、本名：今泉 亮） 立ち位置は右。血液型A型。
- 兄弟の弟、コンビでの役割は「亮」。（一時期の表面上はボケ）
- 私立桜丘高等学校卒業。
- 2010年1月24日に初めてつきあった女性と7年間の交際を経て結婚（挙式）した。ただし、入籍日は覚えていない。
- 井本貴史（ライセンス）には「森木俊介（ラフ・コントロール）に並ぶくらいアホ」、兄の徹には「可愛いくらいにバカ」といわれており、その逸話は事欠かない。
  - 「好きな武将は?」と聞かれたとき「文部省」と答えたことがある。
  - 徹に「ちょっと味噌買ってきて」と言われて意気揚揚と家を出て、徒歩5分のスーパーマーケットでキャベツを買って帰ってきた。
  - 小さい頃に頭蓋骨を骨折してコルセットをはめることになったが、家の経済事情から子供用のフルフェイスのヘルメットを被った。ある日、徹が２Fの教室で授業を受けていた時にふと校庭を見ると、頭の怪我が治っていない弟がメットを着けたままサッカーをしていた。しかもクラスメートからは「ボンバーマン！パスパス！」と明らかに不本意なあだ名で呼ばれていた。愕然とした徹が「安静にしてないとダメだろ!」と説教すると、照れ笑いしながらヘルメットを掻いた。
  - 干支の卯のことをウコッケイと答えた。
  - 入浴の時間が短いことを何の行水と言うかという問題に、動物の名前が使われるというヒントを与えられたにもかかわらず、マーライオンと答えた。
- 常識はないが勉強はそこそこでき、漢字検定三級をもっていて薔薇や醤油など漢字が得意。
- 歌が得意で、ライブや神保町花月などで披露することもあり、作詞作曲した7曲が着うたフルで提供されている。
- 喘息持ちである。
- 母親にあまり愛されていないらしい（徹は溺愛されている）。中学生の時に徹と喧嘩した際、母親は徹を抱き締めて「うちの子に何するのよ!」と亮に向かって叫んだ。
- 喫煙者である。
- 手をグーにし親指だけを立てて上に掲げ「ヘイボーイ!」と言う持ちギャグがある。他にも、両手を狐のような形にして片方を前方に突き出し、もう片方を胸元にやって、睨みつけながら「リゾート気分!」と叫ぶギャグもある。（このギャグをやる際は、周りから「今どんな気分?」という振りが必要となる）

## 概要
- 2人共、愛知県豊川市（旧・宝飯郡小坂井町）出身。
- 上京してかなり経つが、三河弁が抜けない。ライブなどのトークで「〜りん。」「〜とる（例：知っとる、やっとる）」を語尾によくつける。
- 以前は同居していたが、亮が結婚したため、現在徹は以前アルバイトしていたカラオケ店で寝泊まりしている。
- 貧乏な家族を助けるため、NSCに入学した。亮は歌が歌いたくて横浜に上京、一時期ストリートミュージシャンをしていた。
- 兄弟共に「真利亜」という名の元暴走族に属していた。2009年10月16日の『AGE AGE LIVE』において、亮は運動が苦手で恥ずかしかったため、暴走族になった。『やりすぎコージー』（テレビ東京）において、亮は暴走族の9代目総長になったが、8代目（徹）で40人いたメンバーは6人にまで減り、しかも、そのメンバーはほぼ親戚だった。2009年6月23日放映の『踊る!さんま御殿!!』（日本テレビ）では「構成員200人」と紹介されていた。
- 父親は二人が中学時代の正月に「人生ゲームを買ってくる」とトイザらスに行ったまま失踪した。亮の結婚式に出席すると言っていたが、前日になり今まで放ったらかしにしておいた反省をするため、ベトナムで行水すると言ってドタキャンした。
- 妹は父親代わりだった徹の言うことは聞くが、亮のことは下に見ており、電話で説教していたらFAXに切り替えられたことがある。
- ネタは徹が考えたものを亮に伝え、亮が面白いと思ったフレーズを清書している。
- 亮の方が天然キャラというイメージが強いが、実は徹も中々の天然キャラである。
- 互いのことを「亮ちゃん」「徹くん」と呼び合っている。
- 漫才師であるが「優しいヤンキー」というコントネタも持っており、このネタの際はボケとツッコミの役割が逆になる。

## テレビ出演
- PLAY!AWA'S 〜美と笑いの大お見せ合いパーティ〜（GYAO!）
- 爆笑レッドカーペット第7回（フジテレビ）
- 爆笑ピンクカーペット第3回（フジテレビ）両番組とも、キャッチコピーは「ちょっとおバカな元ヤン兄弟」
- やりすぎコージー（テレビ東京）
- ジャイケルマクソン（毎日放送）
- お笑い登龍門 ガッハ（フジテレビ）徹のみ
- デジタルの根性（日本テレビ）
- 本番で〜す!（テレビ東京）
- 音リコ!（読売テレビ）
- 草野☆キッド（朝日放送）
- 月刊MelodiX!（テレビ東京）
- 億万笑者!〜S-1バトルへの道〜（日本テレビ）
- ウェルカムTV（テレビ東京）
- 連続ドラマ小説 木下部長とボク（日本テレビ） - 御園ビール社員 役
- 新型芸人オークション キリウリ〜お金のためならここまでやります（TBSテレビ）
- クギづけ 投稿動画ハイスクール（日本テレビ）徹のみ
- メレンゲの気持ち（日本テレビ）徹のみ
- ジュニア千原のすべらない話（フジテレビ721、2007年8月）徹のみ
- 人志松本のすべらない話11（フジテレビ、2007年9月25日）徹のみ
- 21世紀エジソン（TBSテレビ、2008年8月12日）徹のみ
- 人志松本の○○な話（フジテレビ、2009年5月26日）徹のみ
- スクール革命!（日本テレビ、2009年9月13日）徹のみ
- アイドリング!!!日記（フジテレビ、2010年3月10日）徹のみ
- RUN With YOUR NEW FRIENDS suported by NIKE+（第2日本テレビ）
- 踊る!さんま御殿!!（日本テレビ）
- 太田光の私が総理大臣になったら…秘書田中。（日本テレビ）
- オリエンタルラジオのマンガの日（ヤフー、2010年3月5日）
- U・LA・LA@7（TOKYO MX、2010年5月18日） - 「よしもとうららちゃん」コーナー
- ジャック10（日本テレビ、2010年6月2日）

## 映画出演
- ピクニックの準備（2006年、Yahoo!動画）徹のみ
- 喧嘩番長（2008年、ジョリー・ロジャー） 徹 - 主演、田中ヤスオ役　亮 - 田城昌之 役
  - オリジナルビデオ「喧嘩番長 フルスロットル（第2作）」（2009年、ジョリー・ロジャー） 徹のみ
  - 映画「喧嘩番長 劇場版〜全国制覇（第3作）」（2010年3月6日、ジョリー・ロジャー） 徹のみ
- ドロップ（2009年3月20日、角川映画）徹 - ワン公/山崎 秀樹 役、亮 - 鬼兵隊の一員 役

## 単独ライブ
- 2006年11月03日 「若月トークライブ」 （渋谷公園通りシアターD/東京）
- 2008年03月16日 「若月トークライブ」 （渋谷公園通りシアターD/東京）
- 2008年07月01日 「第2日本テレビ presents 若月スペシャルライブ“ご褒美”」 （SHIBUYA-AX/東京） ゲスト：千原ジュニア（千原兄弟）、ライセンスほか
- 2008年08月20日 よしもと若手ばかり 熱いゼ！夏の単独祭り2008 〜若月単独ライブ〜 「ケーキ、ギャンブル、ロックンロール」（新宿シアターブラッツ/東京）
- 2008年11月15日 「若月トークライブ」 （渋谷公園通りシアターD/東京）
- 2009年01月18日 「若月トークライブ」 （劇場バイタス/東京）
- 2009年03月14日 「若月トークライブ」 （デュオステージBBs 笹塚百人劇場/東京）
- 2009年09月07日 よしもと若手ばかり はじける！夏の単独祭り2009 〜若月単独ライブ〜 「トーキョー・ポップチューン」 （笹塚ファクトリー/東京）

## 舞台
神保町花月
- 仮面家族（2007年9月11日 - 9月17日）
- ミセス・ダディー（2008年3月28 - 3月29日、3月30日二回目）
- 三ツ星★ストア（2009年1月27日 - 2月1日）
- 悪戦と苦闘の間で（2009年4月1日 - 4月6日）
- 清掃開始！（2009年7月2日 - 7月5日）
- タネと仕掛け（2009年9月22日 - 9月27日）初主演
- 10年計画ボーイズ-前編-煩悩のマシンガン（2009年12月27日 - 12月30日）
- しらゆき（2010年3月9日 - 3月14日）
- ブラストが笑う夜（2010年10月26日 - 10月31日）

その他
- ヤンキー　イン・ザ・スカイ！！（2009年3月1日）